# Julien Bernard
Pour les articles homonymes, voir Bernard.
Julien Bernard, né le 17 mars 1992 à Nevers, est un coureur cycliste français. Passé professionnel en 2016, il tient le rôle d'équipier chez Trek-Segafredo auprès de ses leaders, comme Fränk Schleck, Fabian Cancellara, Alberto Contador, John Degenkolb, Bauke Mollema ou encore Richie Porte. Aujourd'hui, il est au service de Giulio Ciccone.

## Biographie

### Débuts cyclistes et parcours chez les amateurs
Né le 17 mars 1992 à Nevers, Julien Bernard est le fils de Jean-François Bernard, cycliste professionnel de 1984 à 1996. Dissuadé par son père de pratiquer le cyclisme, il joue au football pendant cinq ans. Il commence le cyclisme en catégorie cadet première année, au CC Varennes-Vauzelles,,. Il reste dans ce club pendant quatre années.
En 2011, passé en catégorie espoirs (moins de 23 ans), il rejoint le SCO Dijon, où il court pendant cinq ans. Après avoir obtenu une licence de management en juin 2013, il arrête ses études pour ne se consacrer qu'au cyclisme,. En 2014, il gagne cinq courses durant l'été,, dont une étape du Tour Nivernais Morvan organisé par son père, une étape du Tour d'Auvergne, et le classement général des Quatre Jours des As-en-Provence. Ces succès lui valent une sélection en équipe de France espoirs en septembre, au Tour du Doubs, pour sa dernière année dans cette catégorie. En 2015, il remporte Châtillon-Dijon, une étape du Tour du Pays Roannais et le classement général du Tour Nivernais Morvan, et se classe neuvième du championnat de France amateur.

### Carrière professionnelle
En août 2015, non retenu pour un stage avec Cofidis, c'est finalement l'équipe américaine Trek Factory Racing qui lui en propose un. Il dispute le Tour de l'Utah, dont il prend la 33e place, puis le Tour du Colorado. Propulsé leader de son équipe après la chute de Julián Arredondo, il prend la dixième place de cette course, et se voit proposer un contrat professionnel par Trek Factory Racing,. En fin de saison, il prend la sixième place du Tour de Hainan.
Julien Bernard devient donc professionnel chez Trek Factory Racing en 2016. Il dispute sa première course en janvier en Australie. Durant l'été, il dispute le Tour d'Espagne, son premier grand tour.
En juillet 2017, il est présélectionné par Cyrille Guimard pour participer aux championnats d'Europe de cyclisme sur route, et participe le mois suivant au Tour d'Espagne, la dernière course professionnelle de son leader Alberto Contador.
En juin 2018, il se classe neuvième du championnat de France du contre-la-montre. En août, il termine dixième du Tour Poitou-Charentes remporté par Arnaud Démare. Il s'adjuge également le classement des points chauds de cette course. 
En 2019, il termine à une convenable trentième place au classement général du Tour de France ce qui lui permet, à l'instar de son père, de boucler à leur terme les trois grands tours. 
En février 2020, il est membre de l'échappée du jour dans la troisième et dernière étape du Tour des Alpes-Maritimes et du Var. Sur les pentes du Mont Faron, il parvient à devancer Nans Peters pour obtenir sa première victoire chez les professionnels. En septembre, il fait partie de la sélection française qui décroche le titre mondial avec Julian Alaphilippe lors des championnats du monde d'Imola.
En avril 2021, il participe à l'Amstel Gold Race, où il est membre de l'échappée du jour. En juillet, il termine le Tour de France à la 37e place.

## Palmarès

### Palmarès amateur
| - 2012 - 1re étape du Tour de Côte-d'Or - 2e du Prix de Fourchambault - 2013 - 2e du Prix de Fourchambault - 3e du Tour du Pays Saint-Pourcinois - 3e du Critérium de Montchanin - 2014 - 3e étape du Tour Nivernais Morvan - 3e étape du Tour d'Auvergne - Grand Prix de Chardonnay - Grand Prix de Villapourçon - Classement général des Quatre Jours des As-en-Provence - 2e du Critérium de La Machine - 2e du Tour du Pays de Gex-Valserine - 3e du Grand Prix de Saint-Saulge - 3e du Grand Prix de Chaponnay - 3e du Grand Prix du Cru Fleurie - 3e du Critérium de Montchanin | - 2015 - Châtillon-Dijon - Classement général du Tour Nivernais Morvan - 4e étape du Tour du Pays Roannais - 2e du Prix de Pont-de-Vaux - 3e du championnat de Bourgogne |  |

### Palmarès professionnel
- 2020
  - 3e étape du Tour des Alpes-Maritimes et du Var
- 2023
  - 3e du championnat de France sur route
- 2024
  - 2e du championnat de France sur route

### Résultats sur les grands tours

#### Tour de France
4 participations
- 2018 : 35e
- 2019 : 30e
- 2021 : 37e
- 2024 : 22e

#### Tour d'Italie
2 participations
- 2017 : 42e
- 2020 : 49e

#### Tour d'Espagne
4 participations
- 2016 : 57e
- 2017 : 85e
- 2022 : 88e
- 2023 : 68e

### Classements mondiaux
| Année                                 | 2015 | 2016 | 2017  | 2018  | 2019 | 2020 | 2021 | 2022 | 2023 | 2024 |
| ------------------------------------- | ---- | ---- | ----- | ----- | ---- | ---- | ---- | ---- | ---- | ---- |
| UCI World Tour                        |      | nc   | 294e  | 182e  |      |      |      |      |      |      |
| Classement mondial                    |      | 734e | 1206e | 483e  | 849e | 802e | 494e | 729e | 422e | 330e |
| UCI Europe Tour                       | nc   | nc   | nc    | 1039e | 617e | 641e | 399e | 556e | nc   | nc   |
| UCI Asia Tour                         | 133e | 120e | nc    | 463e  |      |      |      |      |      |      |
| UCI America Tour                      | 303e | 350e | 353e  | nc    |      |      |      |      |      |      |
|                                       |      |      |       |       |      |      |      |      |      |      |
| Légende : nc = non classéSource : UCI |      |      |       |       |      |      |      |      |      |      |